# راسموس هانسن (سياسي)
راسموس هانسن (بالنرويجية البوكمول: Rasmus Hansen)‏ هو قاضي ومحامي وسياسي نرويجي، ولد في 1797 في أوبدال في النرويج، وتوفي في 12 مايو 1861 في النرويج. انتخب عضو برلمان النرويج ‏.